# Rovtarske Žibrše
Rovtarske Žibrše so naselje v Občini Logatec. 
Gre za razloženo naselje na hribovitem svetu (do 720 m nadmorske višine) jugozahodno od Rovt in severovzhodno od Medvedjega Brda med potokoma Rovtarico in Reko. Poglavitni zaselki so Hudi konec, Laze, Osoje, Planina, Srobotje, Vavknov grič, Trčkov grič in del Žejne doline. 
Prevladujejo travniki in pašniki, njiv je malo. Razmeroma peščena zemlja ni prav rodovitna, dobro uspevata zlasti krompir in oves. Ponekod je bilo do nedavna razvito čipkarstvo.
Skozi Hudi konec je nekdaj vodila stara tovorniška oz. furmanska pot Logatec–Idrija. Čez to območje je potekala Rupnikova linija.